# دهستان مؤمن‌آباد (سرخه)
دهستان مؤمن‌آباد، یکی از دهستان‌های بخش هفدر شهرستان سرخه در استان سمنان ایران است. مرکز این دهستان، روستای مؤمن‌آباد است.

## جمعیت
بر پایه سرشماری عمومی نفوس و مسکن در سال ۱۳۹۵، جمعیت دهستان مؤمن‌آباد برابر با ۱٬۷۹۶ نفر بوده است.